# Galerina marginata
La Galerina marginata (Batsch) Kühner è uno dei funghi velenosi più pericolosi che esistano, perché i meno esperti lo confondono spesso con specie eduli che crescono cespitose appartenenti ad altri generi, come ad esempio pioppini, chiodini oppure una specie che le somiglia moltissimo, la Pholiota mutabilis (edule).

Il pileo non raggiunge dimensioni ragguardevoli, tuttavia a volte può raggiungere anche i 5-10 cm di diametro.

## Descrizione della specie
Cappello
Di dimensioni molto ridotte: 1,5–3 cm massimo (esistono comunque forme robuste fino a 8-10 cm di diametro del pileo); di forma conico-ottusa o più generalmente convessa, poi più espanso ed a volte quasi piano; poco carnoso, quando è umido assume una colorazione ocra scuro; a secco è giallo sporco. Presenta evidenti striature al margine.
Lamelle
Fitte, leggermente decorrenti oppure adnate, color nocciola.

Gambo
Cilindrico, color ocra, fibroso;  generalmente pruinoso al di sopra dell'anello, mentre al di sotto è di color ocra, presenta residui di velo di colore bianco sporco.
Anello
Membranoso, color ocra, esiguo.
Carne
Esigua, delicata, color ocra.
- Odore: farinoso, netto oppure leggero ed incostante (sezionare il carpoforo oppure strofinare le lamelle).
- Sapore: analogo ma anche in questo caso variabile per intensità.

## Microscopia

### Spore
Ocra ruggine in massa, (7) 8-10,5 (11) x 5-6 (7) µm, da ellissoidi a amigdaliformi più o meno verrucose, caliptrate o non, con apice che presenta callo più o meno pronunciato, plaga ilare liscia e visibile, cianofile e destrinoidi, positive con (KOH)3  5% divenendo color ruggine, in ammoniaca avviene lo stesso fenomeno ma in modo più blando.
Cheilocistidi35)40 - 68 (70) x 8,5 - 15 x 3,3 3,8 µm, lageniformi con apice più o meno largo, presenti a palizzata continua che rende totalmente sterile il filo lamellare, ialini e abbondanti con presenza alcune volte di giunto a fibbia alla base.
Pleurocistidisimili ai cheilocistidi per forma e dimensioni, da piuttosto rari a frequenti.
Caulocistidisparsi e non frequenti, simili ai cheilocistidi.
Pileipellisa pigmento incrostante, senza pileocistidi con strato più o meno gelificato.
Giunti a fibbiapresenti su tutte le parti del carpoforo.

## Habitat
La specie cresce su diversi substrati; legni di conifere e latifoglie, legno muscoso o muschio su terreno.

## Commestibilità
La Galerina marginata è mortale, in quanto contiene amatossine. Sono riportati numerosi casi di grave intossicazione a sindrome parafalloidea, con sintomi simili a quelli causati dalla più conosciuta Amanita phalloides.
Essendo una sindrome a lunga latenza i sintomi insorgono solitamente dalle 12 alle 48 ore dopo l'ingestione e comprendono vomito e forti dolori allo stomaco. La morte solitamente sopraggiunge per danni irreversibili al fegato. 

## Galleria d'immagini

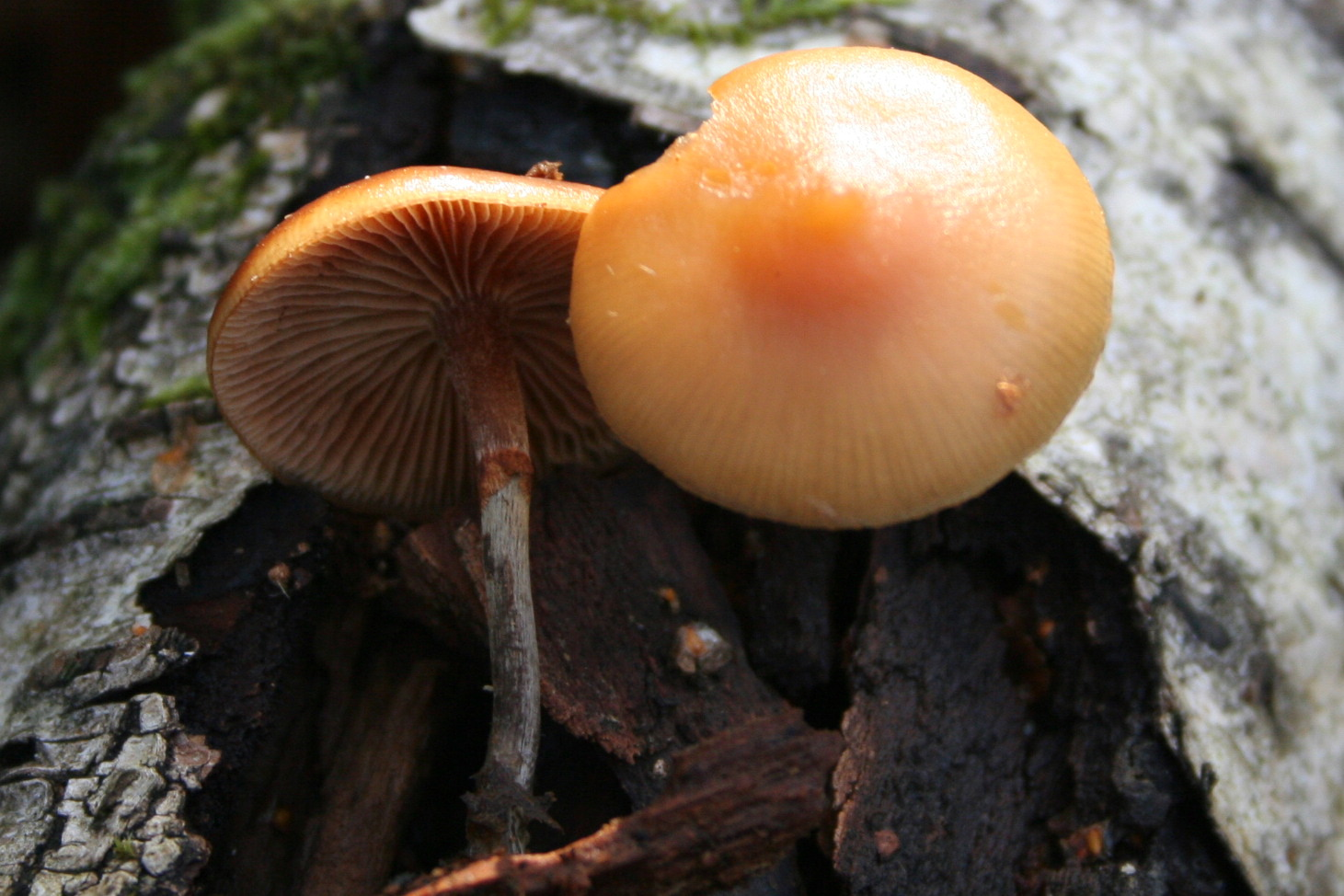
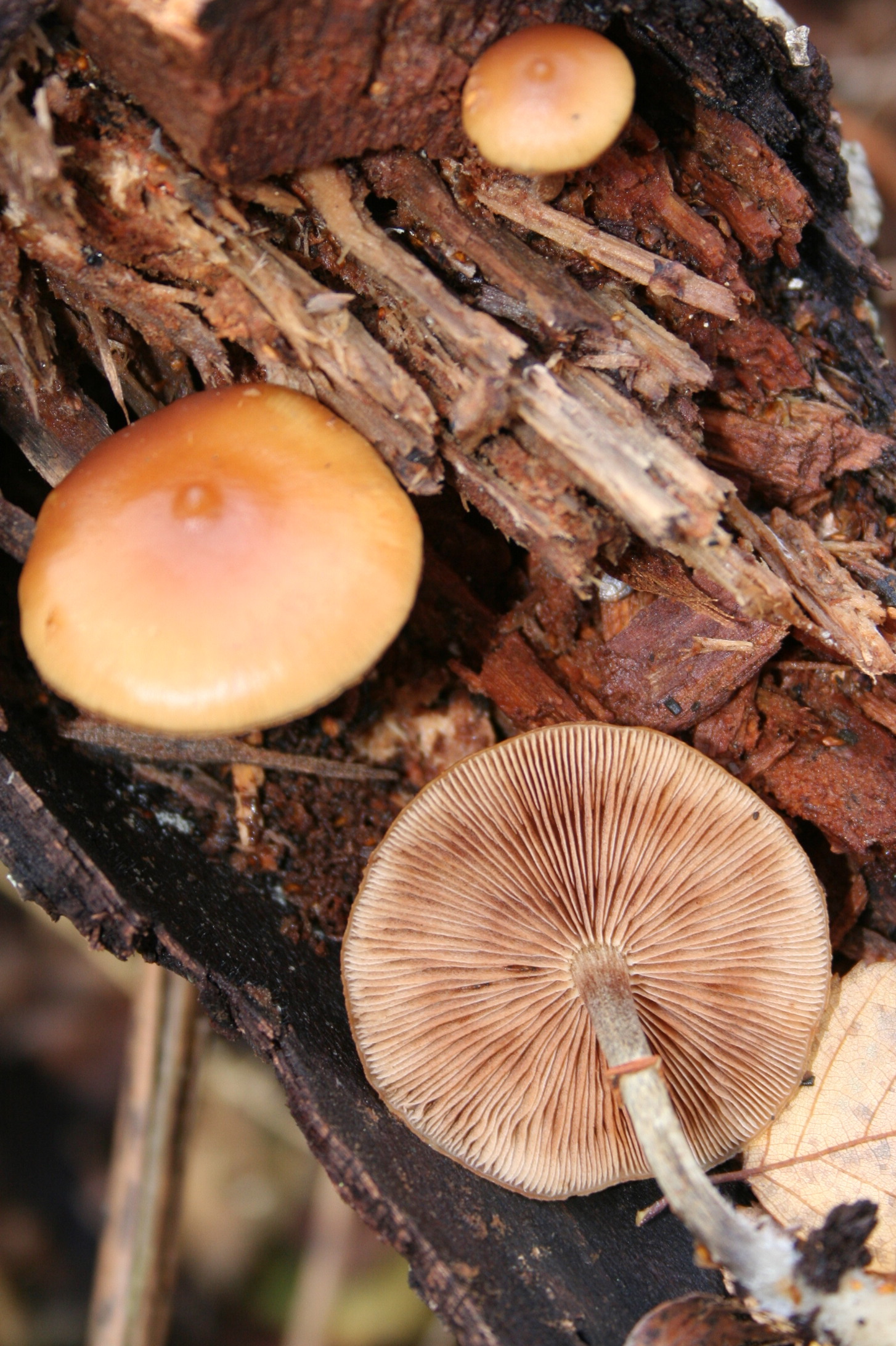

Galerina marginata (Batsch) Kühner

## Specie simili
- Kuehneromyces mutabilis (ottimo commestibile), specialmente quando si presenta cespitoso.
- Diverse specie di piccola taglia appartenenti ai generi Agrocybe, Hypholoma, Laccaria, Mycena e Marasmius.

Attenzione
Per riconoscere questa specie è fondamentale strofinare energicamente le lamelle per poter percepire un odore "farinaceo" tenue, anche se a volte piuttosto marcato.

## Etimologia
Il nome deriva dal latino marginatus = marginato, per via delle striature presenti sul margine del cappello.

## Sinonimi e binomi obsoleti
- Pholiota marginata
- Pholiotina marginata